# Fuscaldo
Fuscaldo is een gemeente in de Italiaanse provincie Cosenza (regio Calabrië) en telt 8241 inwoners (31-12-2004). De oppervlakte bedraagt 60,4 km², de bevolkingsdichtheid is 139 inwoners per km².
De volgende frazioni maken deel uit van de gemeente: Cariglio, Pesco, San Pietro, Sant'Antonio, Scarcelli.

## Demografie
Fuscaldo telt ongeveer 2978 huishoudens. Het aantal inwoners steeg in de periode 1991-2001 met 0,8% volgens cijfers uit de tienjaarlijkse volkstellingen van ISTAT.
| Jaar | Inwoneraantal |
| ---- | ------------- |
| 1991 | 8261          |
| 2001 | 8323          |

## Geografie
De gemeente ligt op ongeveer 350 m boven zeeniveau.
Fuscaldo grenst aan de volgende gemeenten: Cerzeto, Guardia Piemontese, Lattarico, Mongrassano, Montalto Uffugo, Paola, Rota Greca, San Benedetto Ullano.